# Harold Goodwin (Schauspieler, 1902)

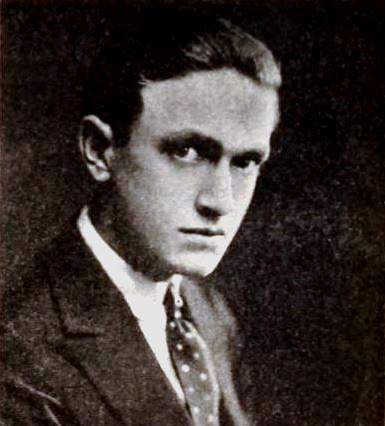
Harold Goodwin (1921)

Harold Goodwin (* 1. Dezember 1902 in Peoria, Illinois; † 12. Juli 1987 in Woodland Hills, Kalifornien) war ein US-amerikanischer Schauspieler.

## Leben und Karriere
Bereits im Alter von zwölf Jahren stand Harold Goodwin erstmals in Hollywood vor der Kamera. In einer frühen Filmversion von Alt-Heidelberg spielte er die Rolle des Prinzen als Kind. Während seiner Jugendzeit konnte sich Goodwin als bekannter Darsteller in Hollywood etablieren. So spielte er unter anderem Hauptrollen an der Seite von Mary Pickford in ihren Filmen Heart o' the Hills (1919) oder Suds (1920). Nebenbei sammelte er Erfahrungen als Theaterschauspieler in der Gegend um Kalifornien. In den 1920er-Jahren verlegte sich der mittlerweile erwachsene Goodwin von den jugendlichen Parts zusehends auf Schurkenrollen, was auch durch seinen bulligen, muskulösen Körperbau unterstützt wurde. So war etwa als Gegenspieler von Hoot Gibson in einer Reihe von Western zu sehen. In den Komödien Der Musterschüler (1927) und Buster Keaton, der Filmreporter (1928) agierte Goodwin jeweils als körperlich überlegener Gegner von Buster Keaton um die Liebe einer Frau.
Der Wechsel zum Tonfilm Ende der 1920er-Jahre verkraftete der Stummfilmdarsteller Goodwin nicht sonderlich gut. Eine seiner letzten Rollen von Bedeutung war der Soldat Detering im Filmklassiker Im Westen nichts Neues (1930) nach dem gleichnamigen Roman von Erich Maria Remarque. Anschließend musste sich Goodwin vor allem mit kleinen Rollen begnügen, und obwohl er mit diesen Kurzauftritten sowie weiteren Engagements als Stuntman vielbeschäftigt war, erhielt Goodwin nach 1931 nur noch selten die Chance auf substanzielle Rollen. Ab den 1950er-Jahren war der Schauspieler auch im Fernsehen aktiv, etwa in Buster Keatons Fernsehshow oder mehrmals in der Serie Rauchende Colts. Die letzte von über 250 Filmrollen übernahm er 1973 im Horrorfilm The Boy Who Cried Werewolf, hier wenigstens in einer etwas größeren Rolle. Harold Goodwin verstarb 1987 im Alter von 84 Jahren.

## Filmografie (Auswahl)
- 1915: Old Heidelberg
- 1917: The Sawdust Ring
- 1919: Heart o’ the Hills
- 1920: Suds
- 1923: Wildwestbanditen (The Ramblin’ Kid)
- 1923: Gentle Julia
- 1923: Alice Adams
- 1924: Madonna of the Streets
- 1925: Der Rächer (Riders of the Purple Sage)
- 1925: Der Seekadett (The Midshipman)
- 1926: Der Todesritt vom Little Bighorn (The Flaming Frontier)
- 1926: The Honeymoon Express
- 1927: Tarzan und der goldene Löwe (Tarzan and the Golden Lion)
- 1927: Der Musterschüler (College)
- 1928: Buster Keaton, der Filmreporter (The Cameraman)
- 1930: Im Westen nichts Neues (All Quiet on the Western Front)
- 1931: Das Luftschiff (Dirigible)
- 1931: Helden der Unterwelt (Bad Company)
- 1932: Filmverrückt (Movie Crazy)
- 1933: The Story of Temple Drake
- 1935: Novak liebt Amerika (Romance in Manhattan)
- 1935: Kreuzritter – Richard Löwenherz (The Crusades)
- 1936: Theodora wird wild (Theodora Goes Wild)
- 1938: Die Eiskönigin (Happy Landing)
- 1938: Alexander’s Ragtime Band
- 1939: Jesse James, Mann ohne Gesetz (Jesse James)
- 1939: Union Pacific
- 1939: Damals in Hollywood (Hollywood Calvacade)
- 1939: Der junge Mr. Lincoln (Young Mr. Lincoln)
- 1940: Charlie Chan im Wachsfigurenkabinett (Charlie Chan at the Wax Museum)
- 1941: Laurel und Hardy – Schrecken der Kompanie (Great Guns)
- 1941: Reich wirst du nie (You’ll Never Get Rich)
- 1945: Die Herberge zum Roten Pferd (Frontier Gal)
- 1946: Die Ausreißerin (The Runaround)
- 1947: Reite auf dem rosa Pferd (Ride the Pink Horse)
- 1947: Die falsche Sklavin (Slave Girl)
- 1948: Rivalen am reißenden Strom (River Lady)
- 1948: Fünf auf Hochzeitsreise (Family Honeymoon)
- 1949: Tokio-Joe (Tokyo Joe)
- 1949: Spielfieber (The Lady Gambles)
- 1949: Gefängnis ohne Gitter (Bad Boy)
- 1950: Der Weihnachtswunsch (The Great Rupert)
- 1950: I Was a Shoplifter
- 1950: Dein Leben in meiner Hand (Woman in Hiding)
- 1950: Verfemt (The Kid from Texas)
- 1950: Gefährliche Mission (Wyoming Mail)
- 1951: Doppeltes Dynamit (Double Dynamite)
- 1951: Sein letzter Verrat (The Last Outpost)
- 1952: Flucht vor dem Feuer (The Blazing Forest)
- 1953: Feuerkopf von Wyoming (The Redhead from Wyoming)
- 1955: Abbott und Costello als Gangsterschreck (Abbott and Costello Meet the Keystone Kops)
- 1957: Die Uhr ist abgelaufen (Night Passage)
- 1960: Spartacus
- 1963: Eine zuviel im Bett (Move Over, Darling)
- 1964: Mein Zimmer wird zum Harem (The Brass Bottle)
- 1965–1968: Daniel Boone (Fernsehserie, 8 Folgen)
- 1973: The Boy Who Cried Werewolf